# 쇼쇼
쇼쇼(일본어: 尚昌, 1888년 9월 11일 ~ 1923년 6월 19일)는 류큐 왕국 쇼타이 왕의 손자로 쇼텐의 장남이다. 일본 귀족원 후작의원.

## 약력
1888년(메이지 21년) 9월 11일, 오키나와현의 슈리성에서 태어났다. 1896년(메이지 29년), 도쿄 가쿠슈인 초등과에 입학하였다. 1909년(메이지 42년), 가큐슈인 고등과를 중퇴하고, 1911년(메이지 44년), 아버지 쇼텐의 추천으로 옥스퍼드 대학교로 유학을 갔다.
1915년(다이쇼 4년)에 영국에서 귀국하여, 궁내성 식부관(式部官)이 되었다. 1918년(다이쇼 7년) 9월 18일에는 장남 쇼 히로시(尚裕)가 태어났다. 1920년(다이쇼 9년), 아버지 쇼텐의 사망에 따라 후작위를 습작하였으며, 귀족원 의원이 되었다.
1923년(다이쇼 12년) 6월, 중국 여행 중에 맹장염이 발병해서 도쿄에서 사망하였다. 묘지는 도쿄부 시타야구 간에이지(지금의 도쿄시 다이토구)에 있다.

## 가족
- 부친: 쇼텐(尚典)
- 모친: 쇼코(祥子)
- 부인: 모모코(百子, 고쿠라번 번주 오가사와라 다다노부(小笠原忠忱)의 차녀)
  - 장남: 히로시(裕)
  - 장녀: 후미코(文子)
  - 사위: 이이 나오요시(히코네시 시장 역임)
  - 차녀: 교코(清子)

| 전임 쇼텐 | 제3대 쇼 후작가 당주 1920년 ~ 1923년 | 후임 쇼 히로시 |